# Similonychiurus voegtlini
Genre
Espèce
Synonymes
- Onychiurus voegtlini Christiansen & Bellinger, 1980

Similonychiurus voegtlini, unique représentant du genre Similonychiurus, est une espèce de collemboles de la famille des Onychiuridae.

## Distribution
Cette espèce est endémique d'Oregon aux États-Unis.

## Description
Le mâle mesure 0,75 mm et les femelles de 0,88 à 0,90 mm.

## Étymologie
Cette espèce est nommée en l'honneur de David Voegtlin.

## Publications originales
- Christiansen & Bellinger, 1980 : The Collembola of North America, North of the Rio Grande: A Taxonomic Analysis. Grinnell College, Grinnell, Iowa, p. 1-1322.
- Pomorski, 2007 : Three new genera of Onychiuridae (Collembola). Zootaxa, no 1461, p. 49-58.